# Dorylus emeryi
Dorylus emeryi är en myrart som beskrevs av Mayr 1896. Dorylus emeryi ingår i släktet Dorylus och familjen myror.

## Underarter
Arten delas in i följande underarter:
- D. e. emeryi
- D. e. opacus
- D. e. pulsi

## Bildgalleri

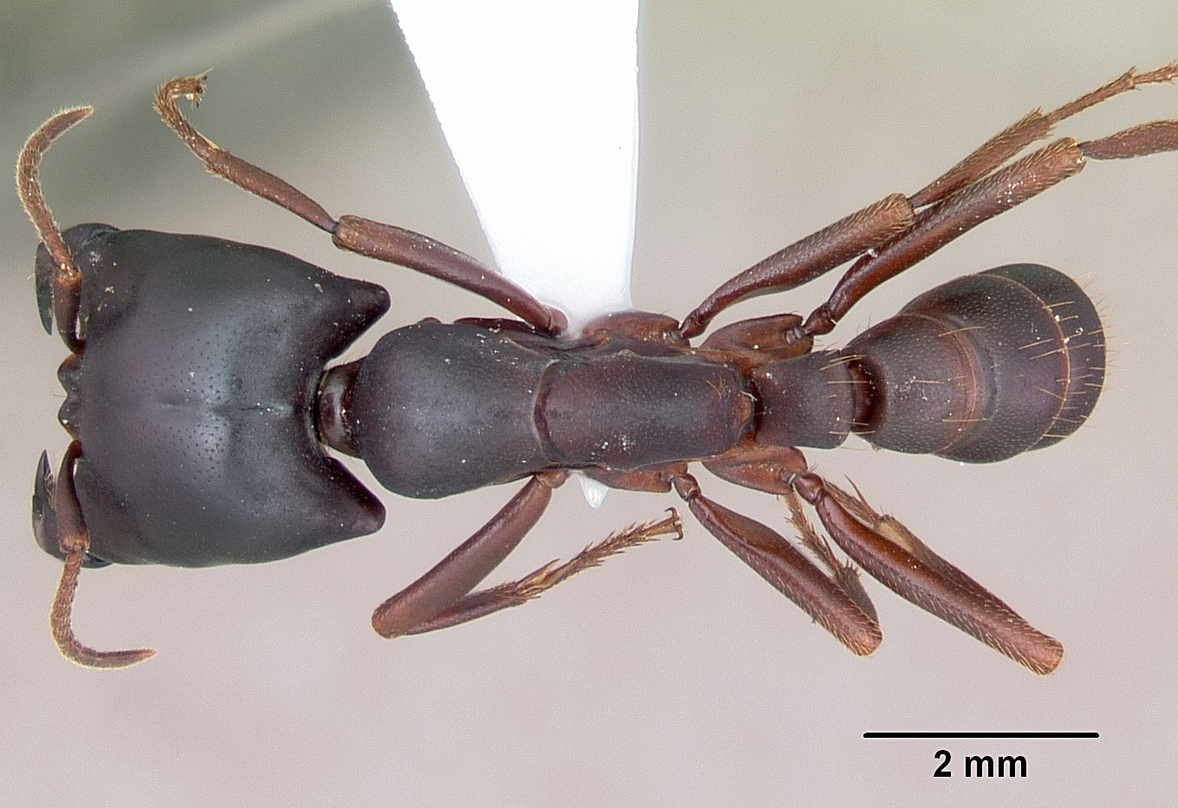
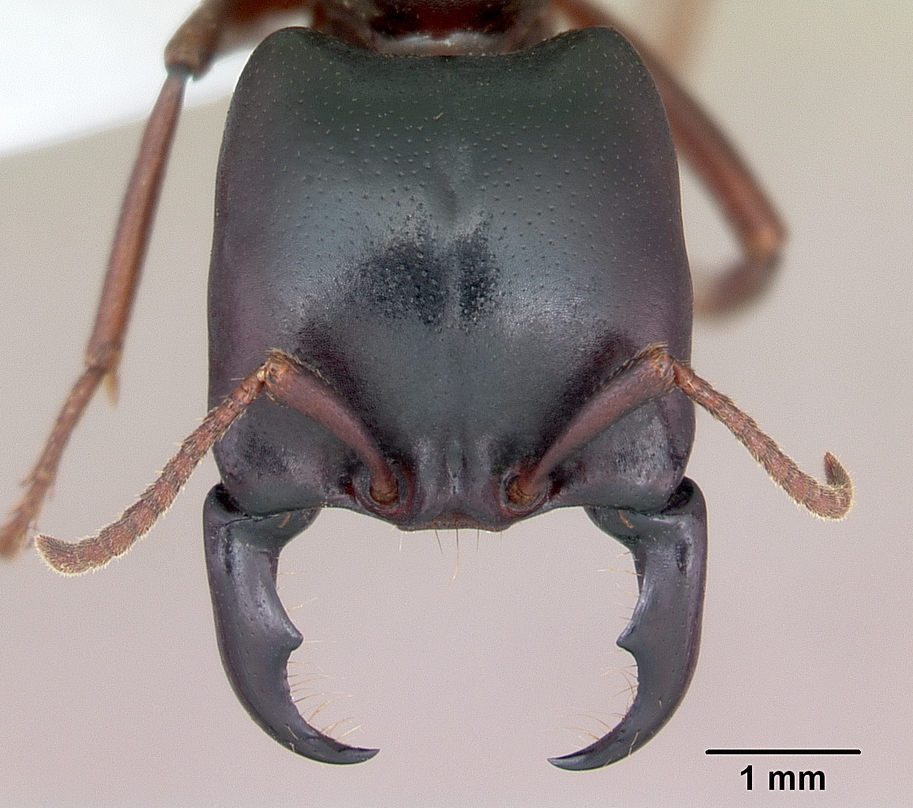
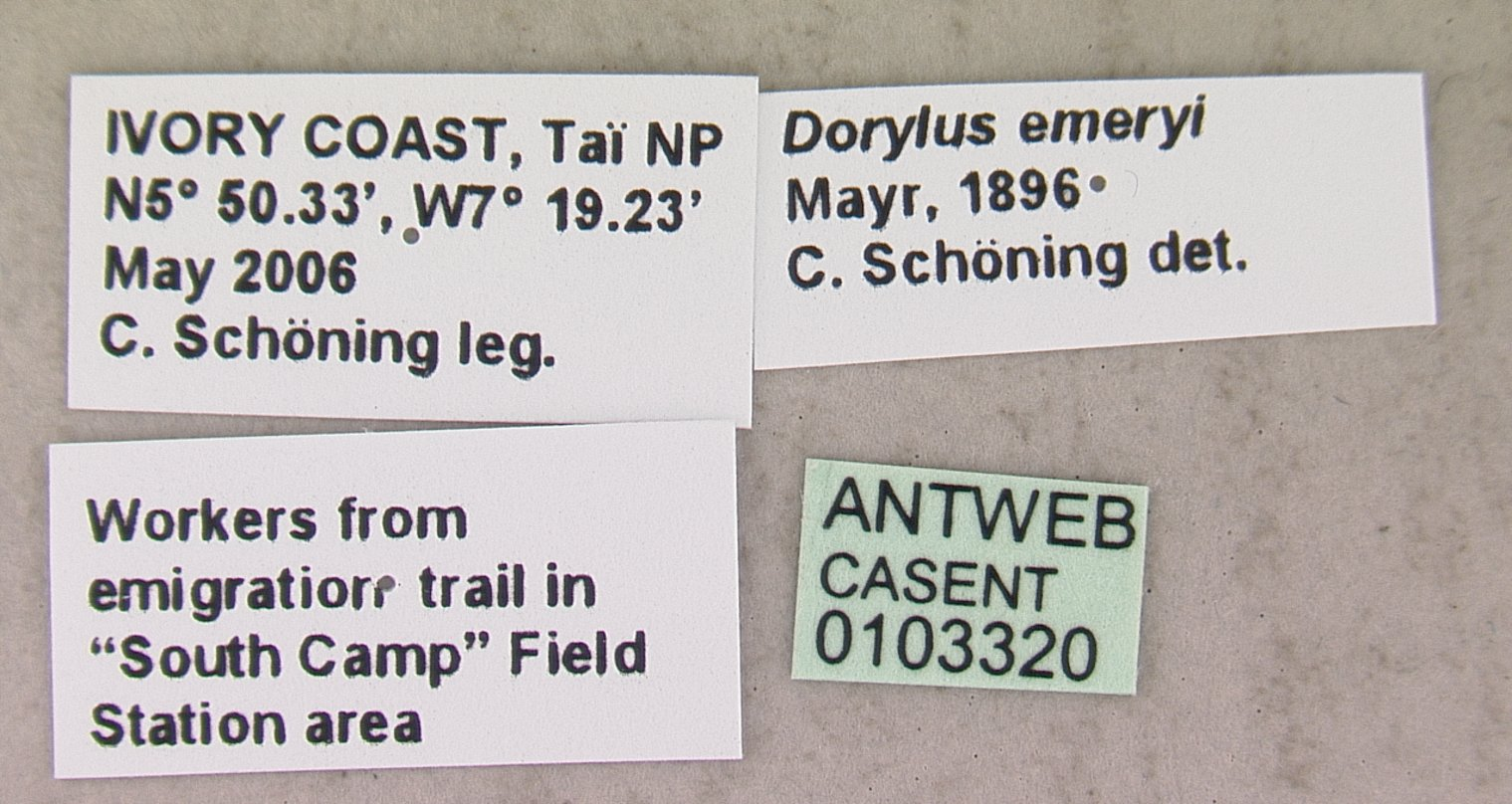
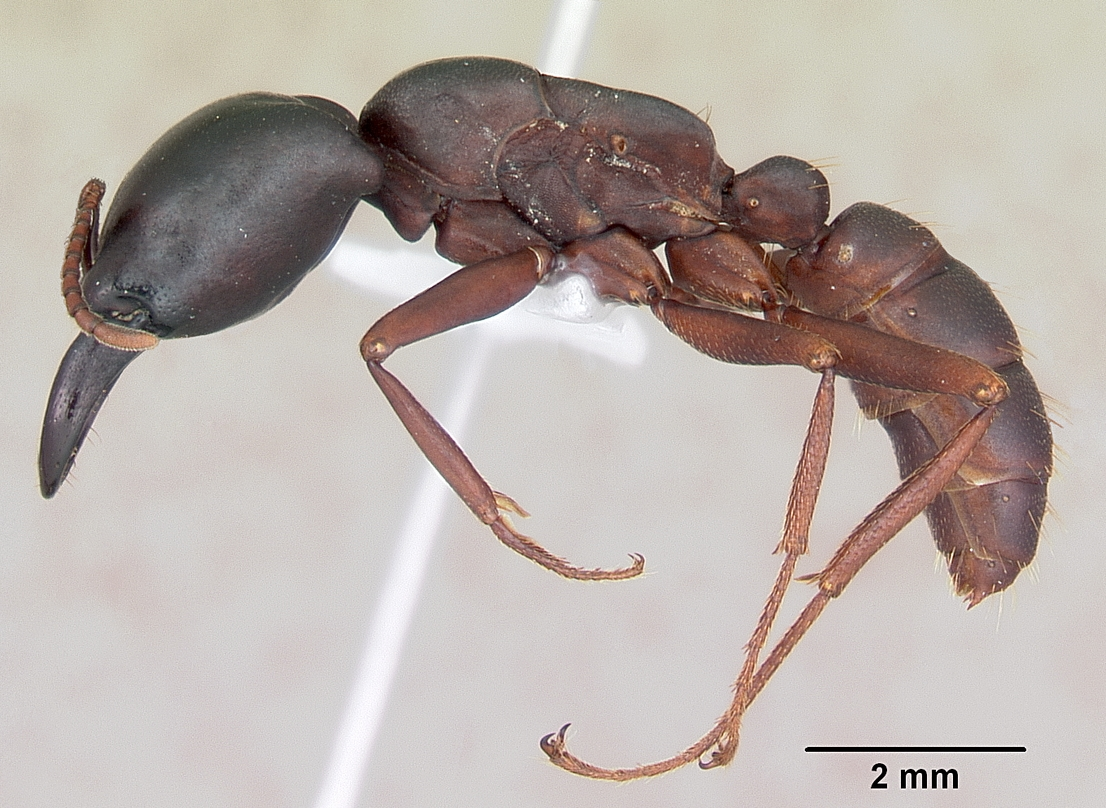
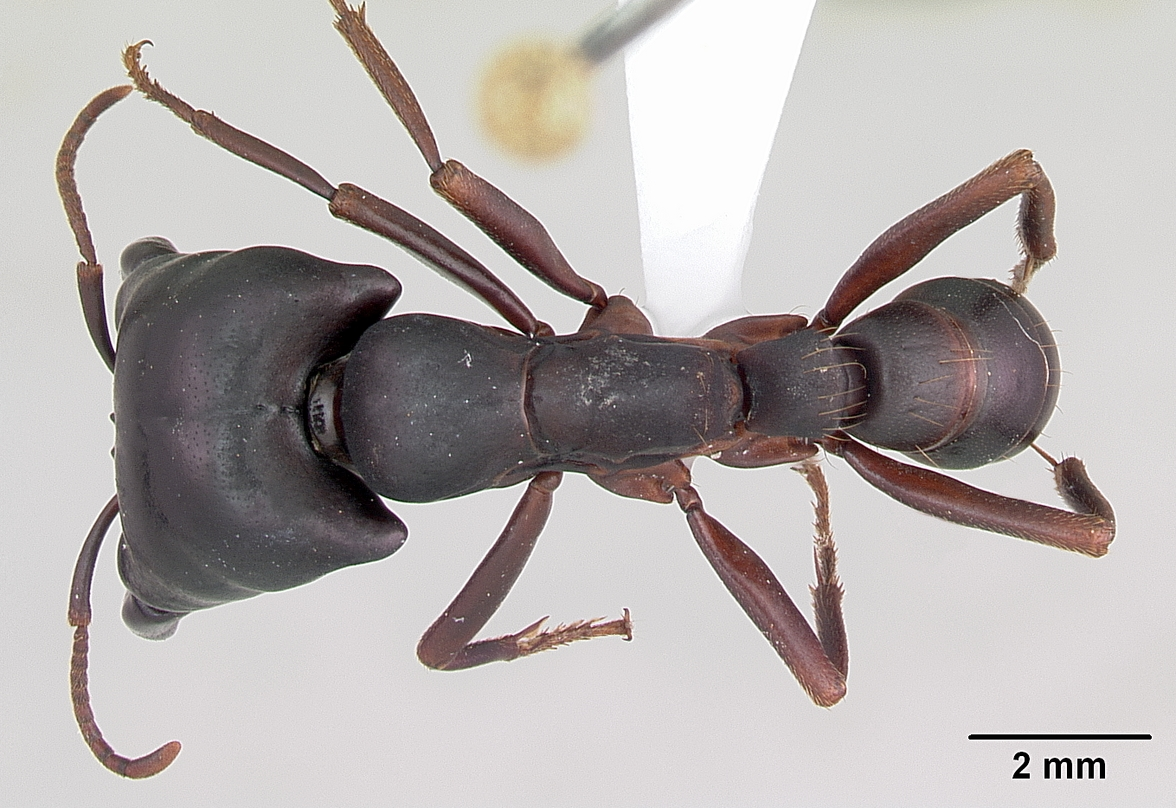
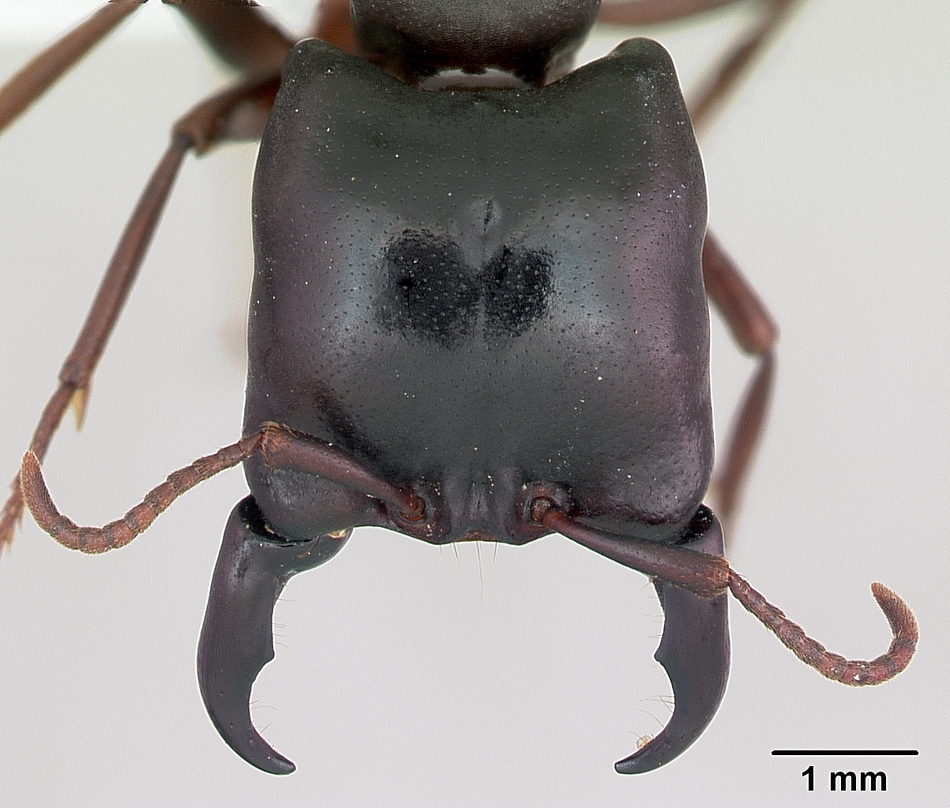